# كلود يفبفر (سياسي)
كلود يفبفر هو سياسي كندي، ولد في 23 فبراير 1929 في مونتريال في كندا، وتوفي بنفس المكان في 19 يناير 2016. حزبياً، نشط في Parti PRO des Lavallois ‏. وقد انتخب عمدة.